# Noboru Nakayama
Noboru Nakayama (japanisch 中山 昇 Nakayama Noboru; * 7. Juli 1987 in der Präfektur Osaka) ist ein japanischer Fußballspieler.

## Karriere
Nakayama erlernte das Fußballspielen in der Jugendmannschaft von Cerezo Osaka. Seinen ersten Vertrag unterschrieb er 2006 bei Cerezo Osaka. Der Verein spielte in der höchsten Liga des Landes, der J1 League. Am Ende der Saison 2006 stieg der Verein in die J2 League ab. Für den Verein absolvierte er 10 Ligaspiele. Ende 2008 beendete er seine Karriere als Fußballspieler.